# Ivan Tcherniakhovski
Ivan Danilovitch Tcherniakhovski (en russe : Иван Данилович Черняховский; ISO 9 : Ivan Danilovič Černâhovskij), né le 29 juin 1906 à Oksaniko, un village du gouvernement de Kiev (aujourd'hui en Ukraine) et décédé le 18 février 1945 à Pieniężno, en Prusse-Orientale (aujourd'hui en Pologne), est un militaire soviétique et un chef militaire de la Seconde Guerre mondiale.

## Biographie
Tcherniakhovski intégra l'Armée rouge à 18 ans et sortit de l'école d'artillerie de Kiev à 22 ans. Capitaine en 1940, à 34 ans, il fut colonel en 1941 à 36 ans. Au 22 juin 1941, il commandait la 28e division blindée (12e corps mécanisé – 8e armée – région militaire de Riga) et se distingua en faisant barrage à l'armée allemande autour de Šiauliai. Il assura d’août à septembre 1941 la défense de Novgorod avec les restes de sa division, puis se replia successivement pour faire barrage aux Allemands sur la route de Leningrad.
En décembre 1941, ne disposant plus de chars, la 28e division blindée fut rebaptisée 241e division de fusiliers, unité rattachée à la 34e armée (général Nikolaï Berzarine). Il participa à la contre-offensive d’hiver de décembre 1941 à mars 1942. Le colonel Tcherniakhovski fut décoré de l’ordre du Drapeau rouge le 16 janvier 1942 pour sa défense héroïque à Novgorod, puis d’un second ordre du Drapeau rouge le 3 mai 1942 pour sa conduite lors de l’encerclement des troupes allemandes à Demiansk. Il fut promu au rang de général-major le 5 mai 1942.
En juin 1942, il fut rappelé à Moscou pour prendre le commandement du 18e corps blindé (60e armée) qui assura la défense de Voronej. Il se fit remarquer par son habileté dans la conduite des blindés et fut appuyé par le général Vatoutine pour prendre le commandement de la 60e armée (front de Voronej) en août 1942 ; il ne commandait un corps blindé que depuis un mois et cette série de promotions rapides lui valut quelques inimitiés.[réf. souhaitée] Il libéra Voronej le 25 janvier 1943, puis Koursk le 8 février.
Pendant l'été 1943, Tcherniakhovski, toujours aux commandes de la 60e armée, défendait l'ouest du saillant de Koursk avec la 65e et 38e armée, de sorte qu'il ne combattit pas directement. Il mena ensuite son armée vers le Dniepr, qu'il franchit le 17 octobre, ce qui lui permit de devenir Héros de l'Union soviétique une première fois. Tcherniakhovski dirigea initialement ses troupes selon un axe sud-ouest pour soutenir l'offensive vers Kiev, cependant Staline et Joukov lui demandent de réorienter ses efforts vers Tchernigov.
Remarqué à nouveau par le général Vatoutine, commandant du premier front ukrainien, sa promotion fut rapide, malgré l'hostilité de Staline en raison de ses origines juives. Il fallut toute l'insistance de Vatoutine pour que Tcherniakhovski reçoive le commandement du troisième front biélorusse au printemps 1944, ce qui le mit à la tête d'environ 40 divisions (375 000 hommes). Il participa alors à l'opération Bagration, puis s'empara  de Vitebsk et de Vilnius le 1er juillet 1944. Le 13 juillet 1944, pour ces actions il fut nommé Héros de l'Union soviétique une seconde fois. Il prit ensuite Kovno le 1er août.
Après une pause opérationnelle pendant l'automne 1944, il pénétra en Prusse-Orientale lors de l'opération Gumbinnen-Goldap et prit Tilsitt le 20 janvier 1945. Il fut tué par des éclats d'obus lors d'un tir d'artillerie avant la bataille de Königsberg, près de Mehlsack, le 18 février 1945, au moment de l'encerclement d'Heiligenbeil.
Adepte de la stratégie des divisions blindées, il fut un lecteur du livre de Charles de Gaulle Vers l'armée de métier que le maréchal Toukhatchevski avait fait traduire en russe. Il poussait la coquetterie jusqu'à se montrer toujours avec un livre à la main.

## Mémoire
- En 2011 l'Université de la Défense nationale prit le nom de général Tcherniakhovski[2]

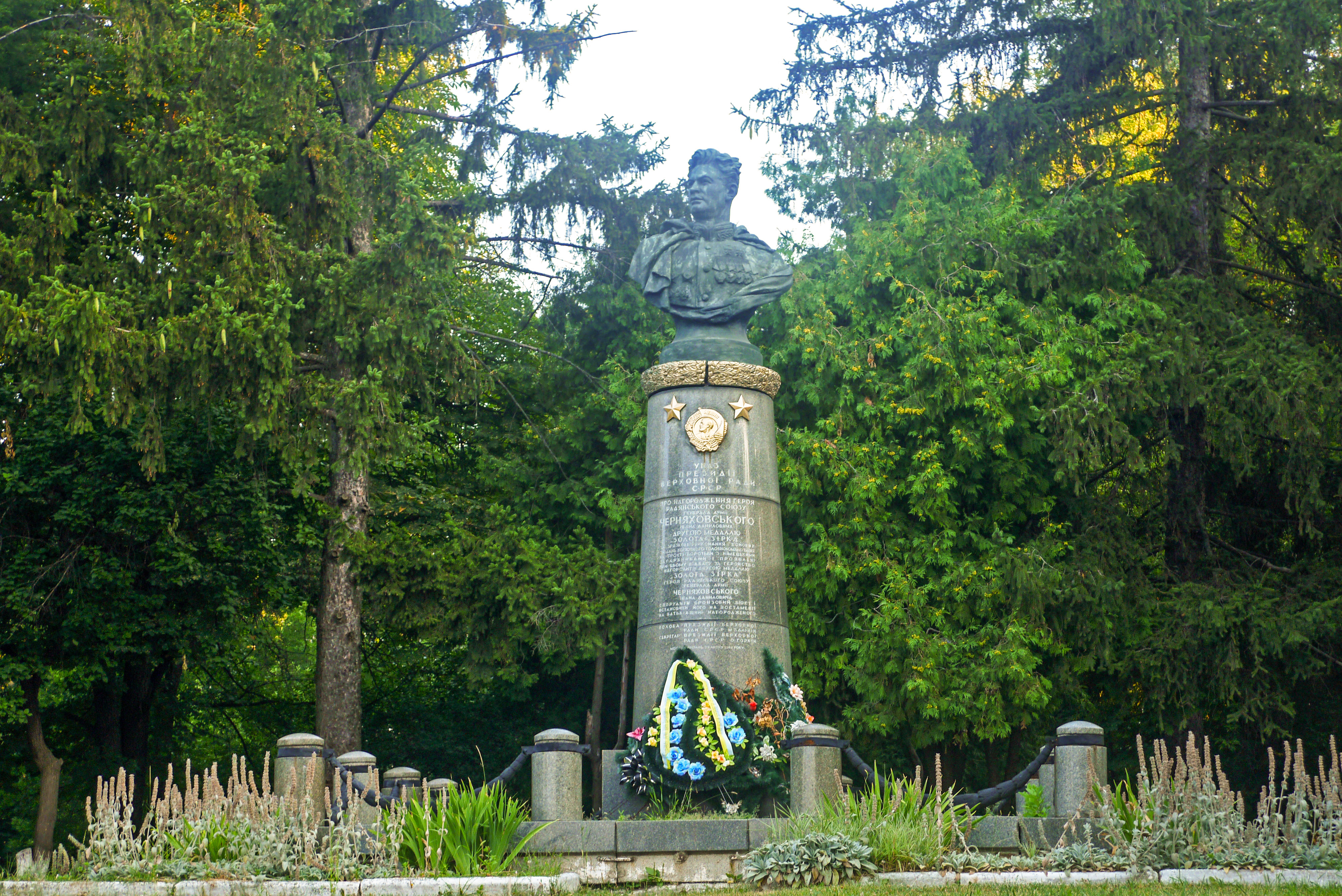
Monument à Ouman, classé[3],
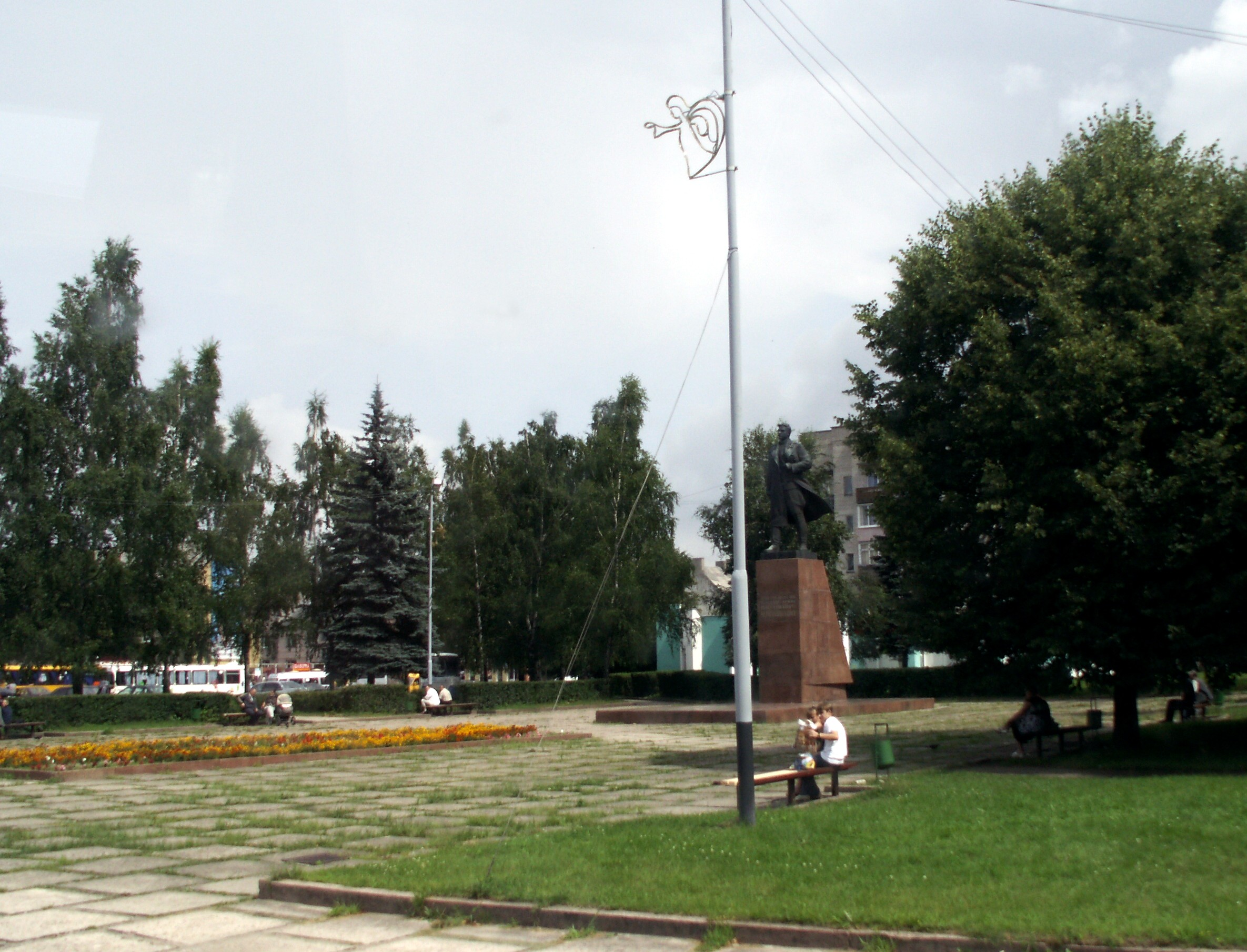
à Tcherniakhovsk.
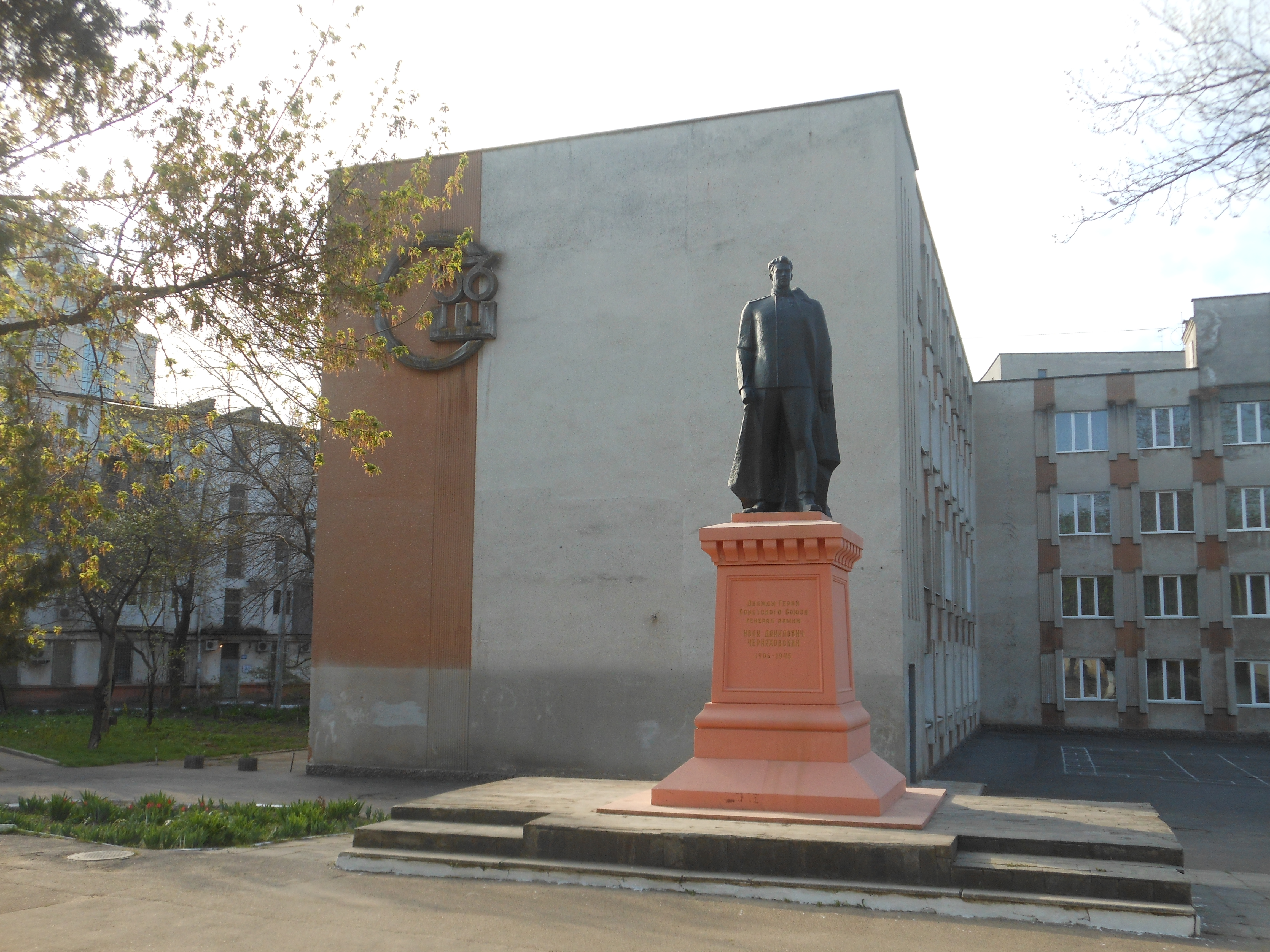
Celui d'Odessa, classé